# Estación de Cartagena
Cartagena es una estación de ferrocarril de carácter terminal situada en el municipio español de Cartagena, en la región de Murcia. Cuenta con servicios de media y larga distancia operados por Renfe. El edificio para viajeros, de estilo modernista fue construido entre los años 1903, cuando comenzaron los trabajos de cimentación, y 1908, cuando se acabó del edificio central o principal. El diseño del edificio fue el trabajo conjunto del arquitecto Emilio Antón Hernández junto con los ingenieros José Cebada Ruiz y José Moreno Rodríguez, y todos ellos dirigidos y supervisados por el ingeniero Ramón Peironcely.

## Situación ferroviaria
Las instalaciones se encuentran situadas en el punto kilométrico 524,6 de la línea de ancho ibérico Chinchilla-Cartagena, a 5 metros de altitud sobre el nivel del mar. El elevado kilometraje se debe a que es Madrid la que se toma como kilómetro cero de la línea y no Chinchilla.

## Historia
El ferrocarril llegó a Cartagena de la mano de la Compañía de los Ferrocarriles de Madrid a Zaragoza y Alicante (M.Z.A.) el 24 de octubre de 1862 cuando la Reina Isabel II realizó un viaje inaugural entre Cartagena y Murcia. A pesar de ello el ferrocarril no se puso realmente en funcionamiento hasta el 1 de febrero de 1863 dando los primeros pasos de un trazado que pretendía enlazar en Albacete con la línea Madrid-Alicante.
La realización de la estación definitiva tuvo multitud de retrasos por problemas relacionados con el entonces Ministerio de la Guerra, que consideraba la construcción una amenaza para la defensa de las murallas. El proyecto de Ensanche y Saneamiento de Cartagena, de 1897, incluirá en su desarrollo la ubicación definitiva de la estación, lo que facilitará el desbloqueo de su construcción, que no llegará hasta que el Ministerio de Guerra desafectara la muralla como elemento defensivo de la ciudad. Desde 1896 comienzan las obras de explanación y rellenos de la zona donde se iba a ubicar la estación y en 1903 comienzan las obras de cimentación del edificio. Primero se construyeron los pabellones laterales, permitiendo que el tráfico de viajeros se trasladara a la nueva estación en julio de 1906, utilizando el pabellón lateral situado al norte. 
Durante el año 1907 se levantó el edificio central, acabándolo definitivamente en el año 1908.  El diseño del edificio será el trabajo conjunto del arquitecto Emilio Antón Hernández junto con los ingenieros José Cebada Ruiz y José Moreno Rodríguez, y todos ellos dirigidos y supervisados por el ingeniero Ramón Peironcely Elosegui. Entre los proveedores más importantes que trabajaron en la estación, destaca el ceramista Daniel Zuloaga que, bajo la supervisión del ingeniero José Cebada, se encargó de diseñar y realizar la cerámica modernista de la fachada principal.
En 1941, con la nacionalización de la totalidad de la red ferroviaria española la estación pasó a ser gestionada por RENFE. Desde el 31 de diciembre de 2004 Renfe Operadora explota la línea mientras que Adif es la titular de las instalaciones ferroviarias.

## La estación

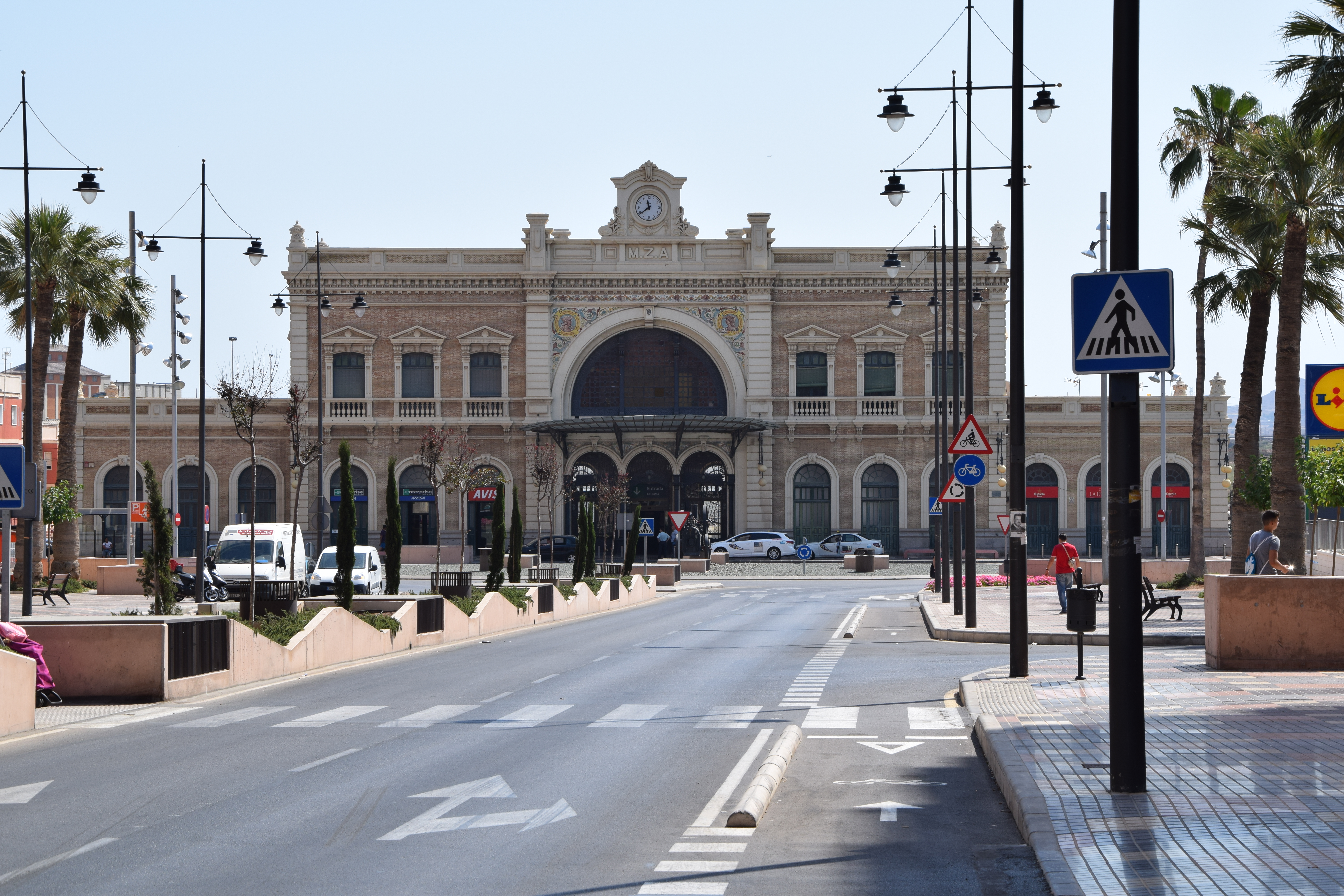
Fachada de la estación, en 2015.

Se encuentra ubicada al este de la ciudad, en la plaza de México, al final de la avenida de Américas, a escasa distancia de la estación de vía estrecha. Como muchas estaciones de carácter terminal tiene un esquema en U formado por un cuerpo central de dos plantas y dos brazos laterales de planta baja que son prolongados por dos largas paredes que cierran los dos andenes laterales de la estación. El conjunto muestra una gran cantidad de vanos tanto en arco de medio punto como rematados por pequeños frontones triangulares. El acceso principal ampliamente decorado con cerámica y elementos modernistas y la cornisa que luce un reloj en una fachada y el nombre de Cartagena en otra, son los aspectos más destacados desde el punto de vista ornamental. En la zona de andenes una cabecera sirve de punto de partida a tres andenes, dos laterales y uno central a los que acceden cuatro vías que se numeran como vías 1, 2, 3 y 4 y que concluyen todas ellas en toperas.  
Aunque este tipo de estaciones en U suelen dar a pie a una amplia marquesina para cubrir todo el haz de vía que se apoya precisamente en los brazos laterales en este caso se descartó debido a la climatología propia de la zona, considerando como suficiente colocar tres marquesinas individuales en cada andén. En la década de los años 1970 el mal estado de las marquesinas laterales llevó a que fueran retiradas dejando a la estación con una única marquesina central. 
El edificio para viajeros cuenta con sala de espera, taquillas, puntos de información, aseos, cafetería-restaurante, alquiler de coches, aparcamiento y servicios adaptados.

## Servicios ferroviarios

### Larga distancia
Cartagena dispone de servicios de largo recorrido que la unen principalmente con Madrid, Barcelona y Albacete. Las conexiones se realizan con trenes Alvia e Intercity. Hasta el 2013 contaba con conexión con Francia mediante el Talgo "Mare Nostrum" que conectaba Montpellier con Cartagena, realizando el trayecto inverso Lorca-Montpellier. El recorrido fue limitado hasta Barcelona tras la entrada en servicio de la línea de alta velocidad que conecta Barcelona y Montpellier.

### Media distancia
Los servicios de Media Distancia que opera Renfe tienen como destinos recurrentes Murcia y Valencia gracias a trenes Proximidad y MD. 